# Эспиля
«Э́спиля» (фин. Espilä) — исторический ресторан в парке в центре города Выборга.

## История
В конце XIX века были разобраны устаревшие укрепления Рогатой крепости, и в соответствии с утверждённым в 1861 году генеральным планом, разработанным выборгским губернским землемером Б. О. Нюмальмом, в Выборге началось формирование нового городского центра. По бывшему гласису Рогатой крепости была проложена новая центральная магистраль — Торкельская улица, а перпендикулярно ей в 1863 году проложили Александровскую улицу. На месте засыпанного крепостного рва вдоль Торкельской улицы разбили городской парк-эспланаду, по образцу популярного хельсинкского парка Эспланады. Модное и любимое горожанами место отдыха требовало наличия ресторана, поэтому в 1868 году по проекту архитектора Фредрика Оденваля на фундаменте разобранного бастиона Эуроп (Эуряпя) было возведено деревянное здание ресторана и гостиницы «Бельведер» с резьбой и небольшой башней с обзорной площадкой. Помимо ресторана и гостиничных номеров, небольшое здание вмещало также конференц-зал и кегельбан. Но в 1887 году оно сгорело; гостиницу «Бельведер» Ф. Оденваль выстроил в камне в соседнем квартале за пределами парка, а место сгоревшего здания в 1890 году занял новый деревянный ресторан «Эспланад-павильон», спроектированный архитектором Йоханом Бломквистом.
«Эспланад-павильон», схожий с аналогичным хельсинкским рестораном «Каппели», представлял собой симметричную композицию из трёх объемов: центрального, с фасадом в виде пятипролётной аркады, и примыкающими к нему крыльями. Главный зал ресторана был рассчитан на 100 посетителей, а два открытых крыла павильона — на 40 мест. Деревянное здание было построено в эпоху подъёма финского национального самосознания, что нашло отражение в архитектуре постройки: в отделке фасадов были использованы мотивы народной резьбы. Здание производило впечатление лёгкого, воздушного паркового сооружения. Летом оно утопало в зелени и цветах, над крышей на флагштоках развевались флаги. В холодное время года к услугам посетителей был зимний сад. Крупнейший выборгский ресторан считался дорогим, но не был обделён вниманием посетителей, благодаря хорошей кухне и ежедневным концертам, проходившим в зимнее время в зале, а летом на открытой полукруглой эстраде с двумя башенками, выстроенной в 1899 году, также по проекту Бломквиста, в парке напротив главного входа в ресторан.
В 1918 году, когда в ходе Гражданской войны в Финляндии город заняли войска генерала Маннергейма, деревянная парковая эстрада сгорела, но ресторан сохранился. В Финляндской республике его официальным финским названием стало «Эспиля» (так сокращённо ресторан первоначально называли финноязычные горожане, однако, среди шведоязычных жителей города бытовало мнение о неблагозвучности разговорной формы, отражённое в газете «Wiborgsbladet», поэтому в шведских текстах сохранялось полное название «Эспланад-павильон»). По проекту архитектора Уно Ульберга в 1934 году была проведена реконструкция здания в духе функционализма, включавшая упрощение облицовки фасадов, устранение декоративных резных деталей, застекление летних террас и перепланировку с расширением помещений за счёт ликвидации парадной лестницы с полукруглой террасой. Этим же архитектором на прежнем месте была построена новая открытая деревянная эстрада трапециевидной формы, также имевшая суровый, аскетичный облик, характерный для того исторического периода. Музыка оркестров, выступавших летом на эстраде трижды в неделю, разносилась далеко по всему центру города. После реконструкции число мест в главном зале увеличилось до 150—160, а летние террасы стали вмещать до 110 посетителей. Но в таком виде ресторан и эстрада простояли недолго и не пережили Советско-финских войн: в ходе Советско-финляндской войны (1939—1940) было утрачено здание ресторана, а в результате Великой Отечественной войны исчезла и парковая эстрада. Вынужденный покинуть Выборг владелец ресторана открыл в Хельсинки одноимённое заведение, просуществовавшее до начала 1990-х годов.

«Эспланад-павильон» в начале 1900-х годов
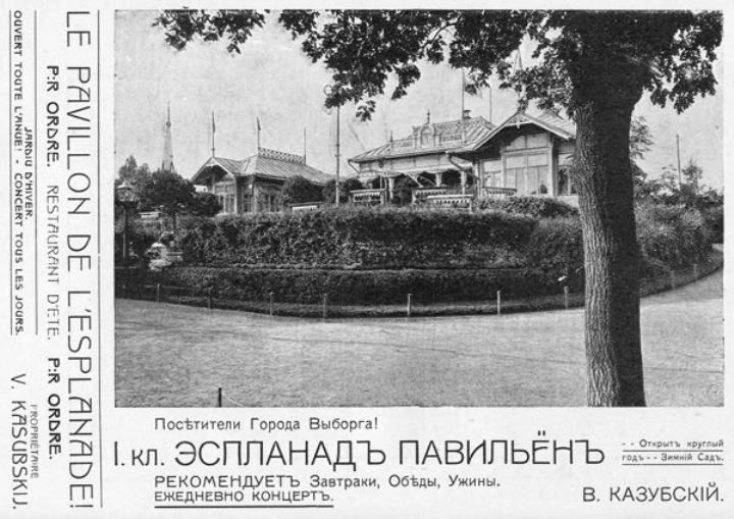
Дореволюционная реклама «Эспланад-павильона»
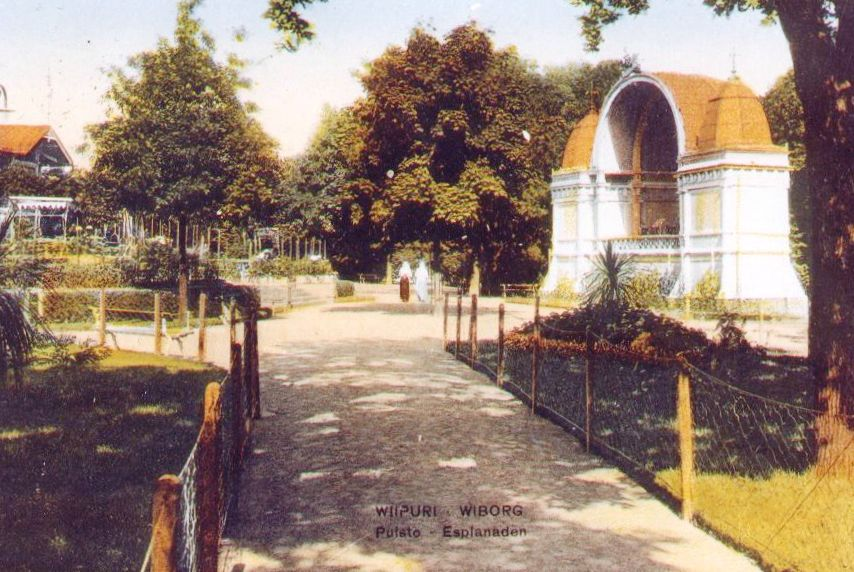
Ресторан и эстрада на дореволюционной открытке
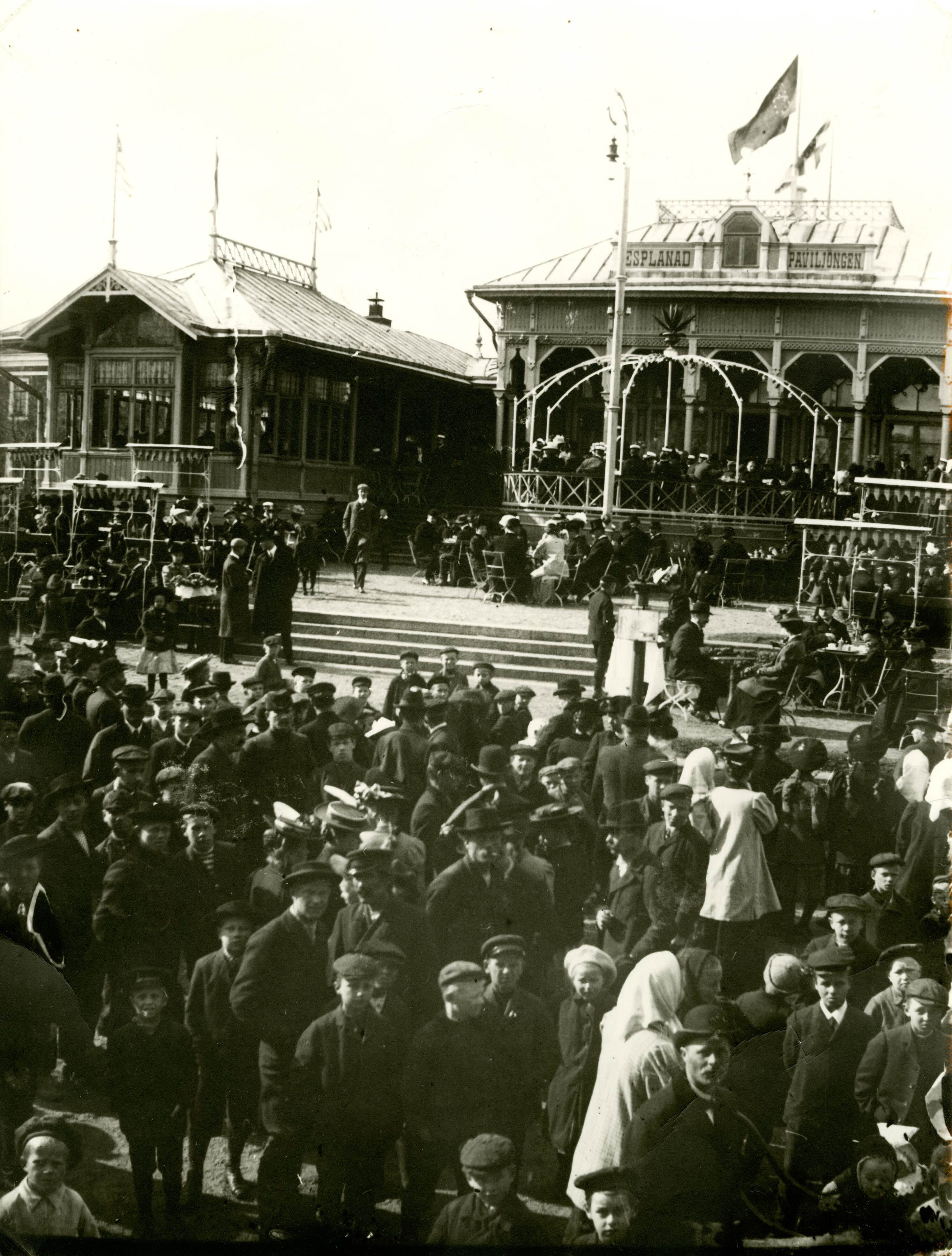
Первомай 1910 года
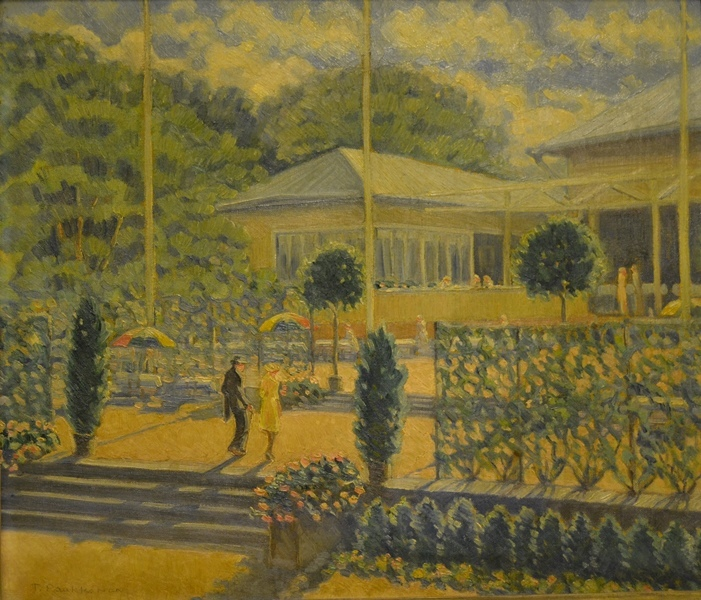
Ресторан «Эспиля». Картина Т. Пааканена, 1939-1940 годы

В послевоенное время на фундаменте ресторана размещалось небольшое летнее кафе, затем, в 1980-е годы — детские аттракционы Центрального парка культуры и отдыха имени М. И. Калинина. После разборки обветшавших сооружений возникла идея воссоздания ценного памятника деревянного зодчества, и в 2016 году ресторан на прежнем месте был открыт. Проект ресторана на 300 посадочных мест, разработанный архитектором Л. Ф. Логашовой, предусматривал сохранение прежнего трёхчастного силуэта постройки Й. Б. Бломквиста в сочетании с идеями У. В. Ульберга об объединении трёх объёмов здания под одной крышей: к главному залу на 140 мест примыкает левое крыло, а в правом, с отдельным входом, располагается кафе. На втором этаже находится банкетный зал.
Дизайн интерьера разработан петербургским дизайнером Светланой Каржавиной в скандинавском стиле с учётом архивных данных. Внутреннее зонирование выполнено с использованием зеркальных окон на перегородках и хрустальных люстр, а также больших абажуров (над баром и на втором этаже). Важным элементом декора интерьера стала единственная авторская фотокопия на холсте картины финского художника Т. Пааканена с изображением ресторана «Эспиля» 1930-х годов (полотно никогда в РФ не выставлялось), размещённая с аннотацией на стене над барной стойкой при участии искусствоведа Анастасии Мартыновой, которой также осуществлён перевод старинного меню «Эспиля» 1-й трети XX века, блюда из которого использованы при разработке современного меню заведения. 
Восстановлением ресторана заинтересовалась финская сторона; в 2017 году режиссёром Арво Туоминеном снят документальный фильм, посвящённый ресторану. Вдова последнего финского владельца «Эспиля», 92-летняя Эльзе Сеппя стала одной из первых посетительниц восстановленного ресторана.

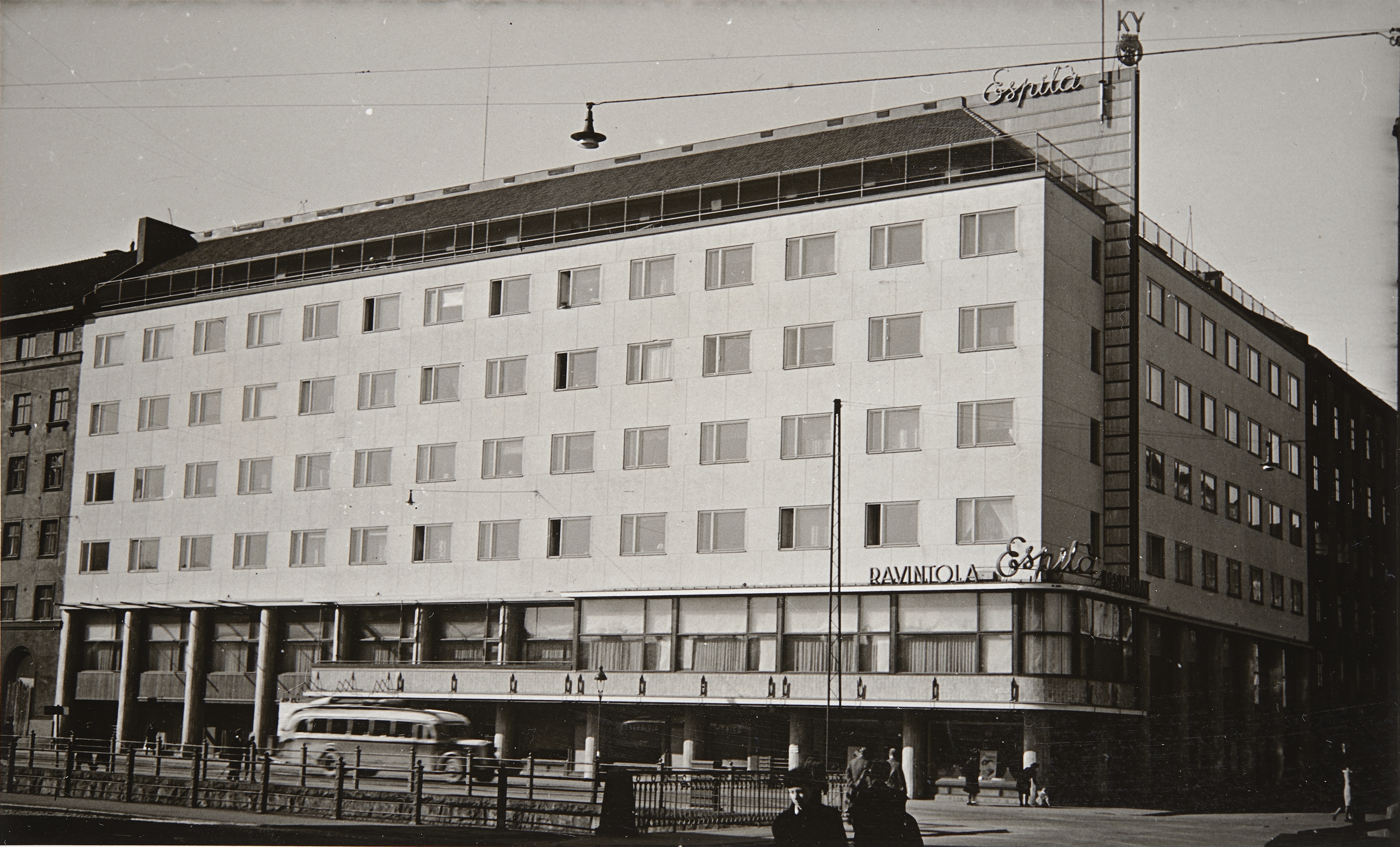
Ресторан «Эспиля», работавший в Хельсинки до 1990-х годов
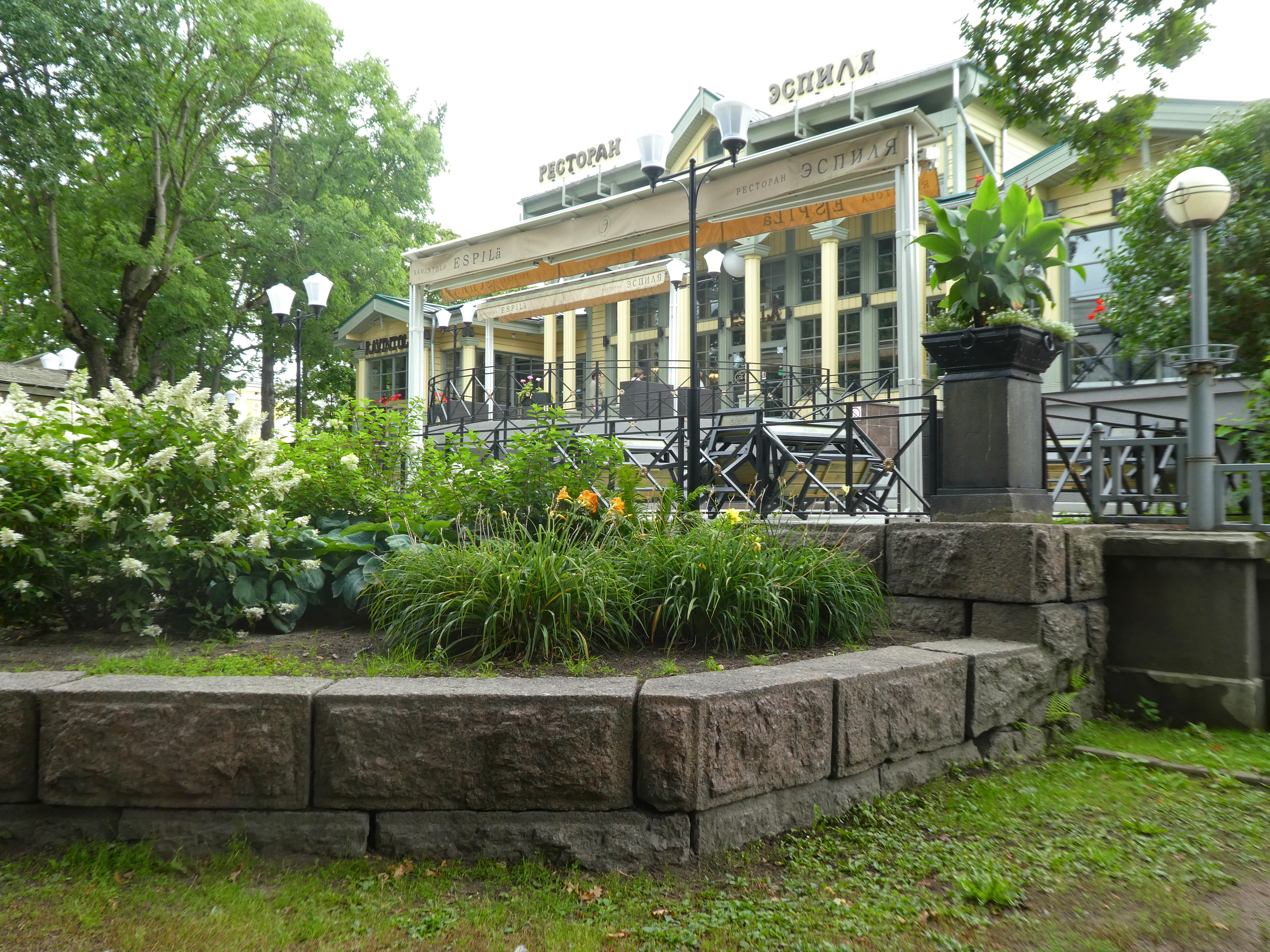
Ресторан «Эспиля» в 2023 году
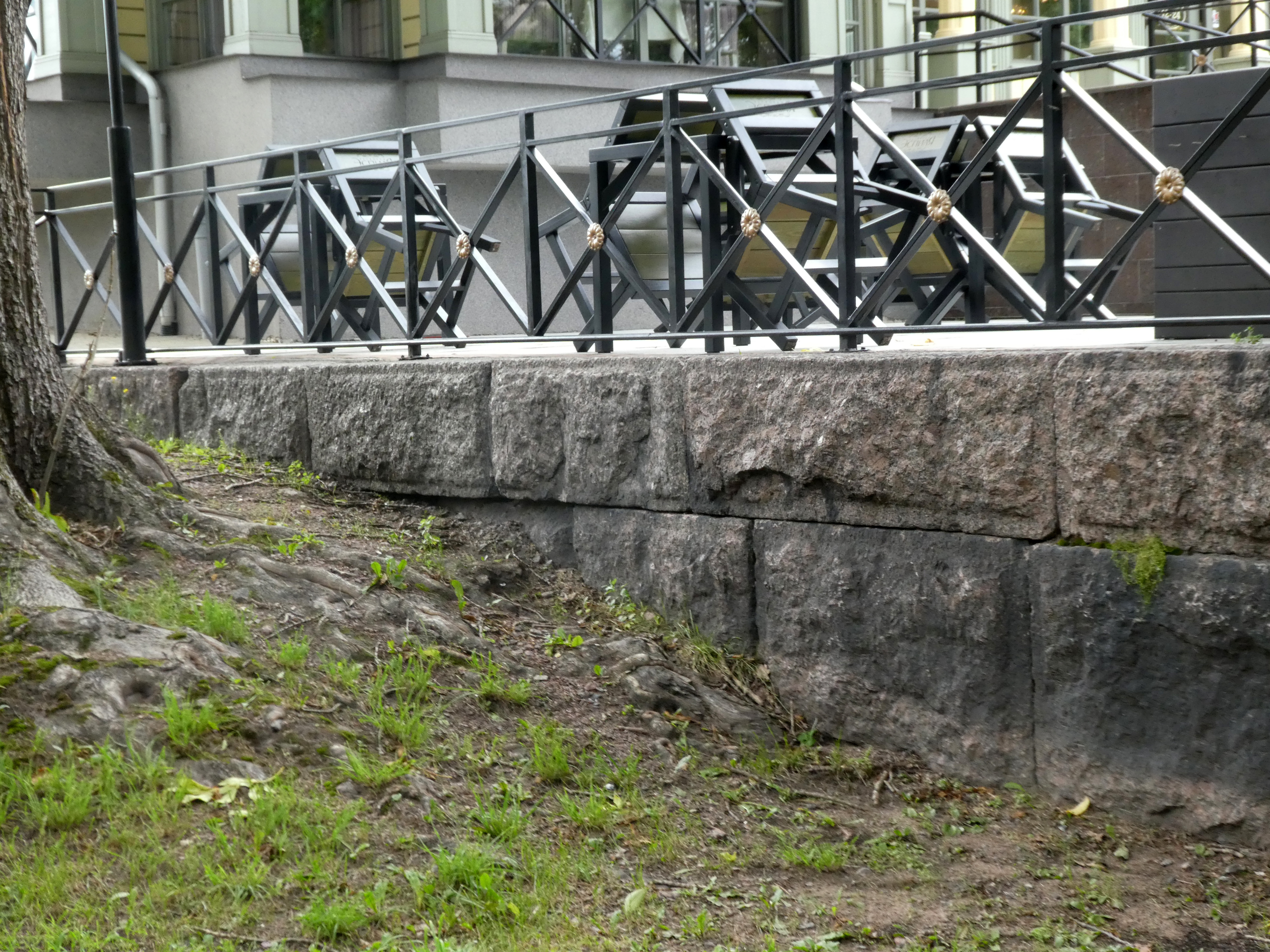
Открытая веранда на старом фундаменте
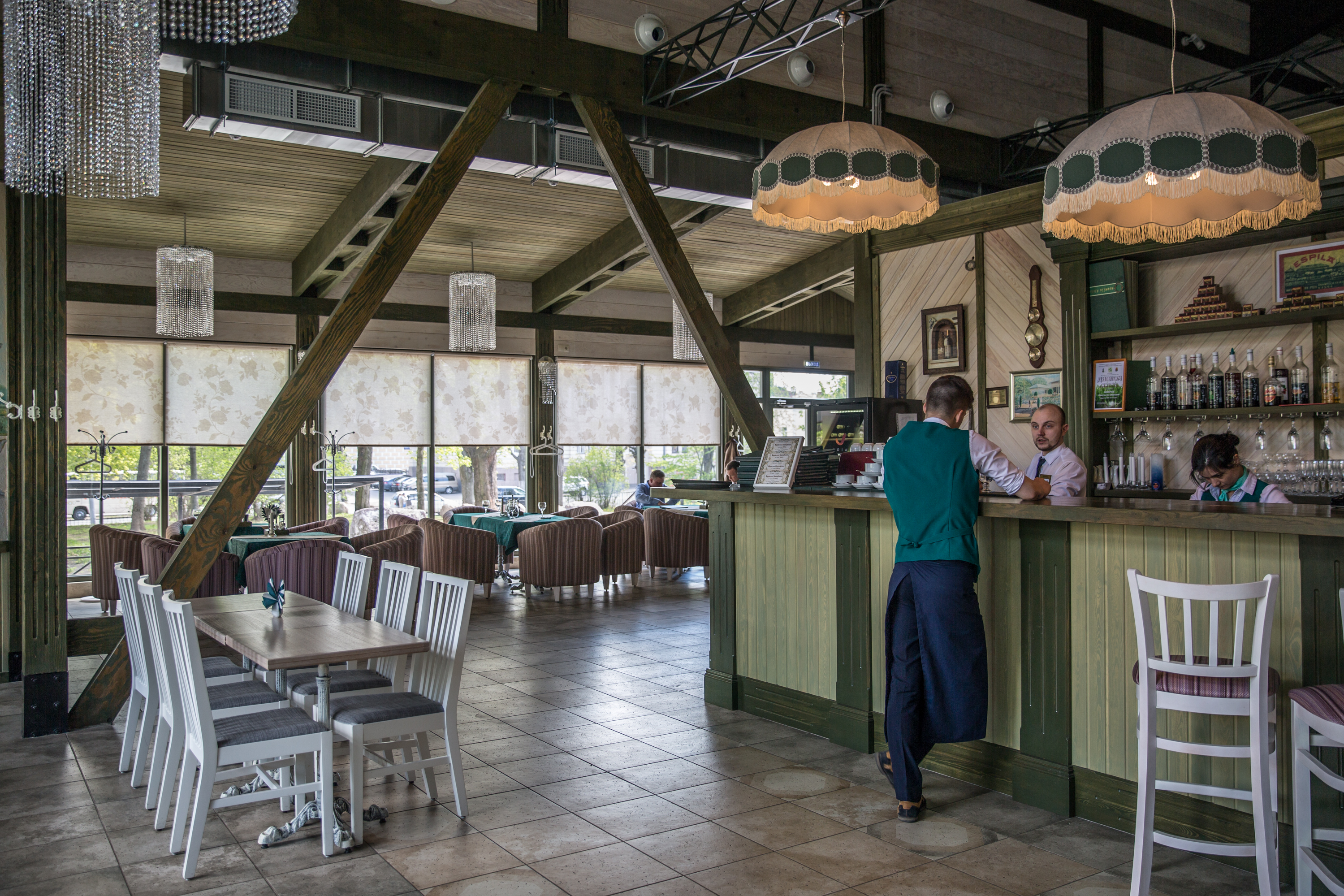
Современный интерьер ресторана

## Ресторан «Эспиля» в культуре
- Известный выборгский меценат коммерции советник Юхо Лаллукка, по свидетельству современников, неизменно оплачивал счета бедных артистов, когда те приходили в «Эспиля» праздновать премьеры Выборгского театра. Достоянием финского фольклора стал фразеологизм: «Я заплачу, сказал Лаллукка в „Эспиля“».
- Выборгский ресторан с оркестром фигурирует в качестве одного из мест действия горьковского романа «Жизнь Клима Самгина»[10].